# Vinosady
Vinosady é um município da Eslováquia, situado no distrito de Pezinok, na região de Bratislava. Tem 5,15 km² de área e sua população em 2019 foi estimada em 1416 habitantes.

## Demografia
| Ano:        | 1994 | 2004    | 2014    | 2024    |
| ----------- | ---- | ------- | ------- | ------- |
| Broj ljudi: | 842  | 1049    | 1276    | 1657    |
| Razlika:    |      | +24,58% | +21,63% | +29,85% |

| Ano:               | 2023 | 2024   |
| ------------------ | ---- | ------ |
| Número de pessoas: | 1624 | 1657   |
| Diferença:         |      | +2,03% |